# Stinger (catch)
Pour les articles homonymes, voir Stinger.
Palmarès
voir ici
Stinger (スティンガー, Sutingā) est un clan de catcheurs appartenant à la Pro Wrestling NOAH, une fédération de catch japonaise, fondée le 16 décembre 2018.

## Carrière

### Formation du groupe (2018)
En octobre 2018, Kotarō Suzuki commence une rivalité avec le clan RATEL'S durant laquelle il est rejoint par Yoshinari Ogawa. Le 30 octobre, Suzuki bat le leader de RATEL'S, Daisuke Harada et remporte le GHC Junior Heavyweight Championship pour la troisième fois. Harada exige une revanche que Suzukilui accorde à condition que en cas de défaite RATEL'S serait contraint de se dissoudre. Lors de Great Voyage In Yokohama Vol. 2, Suzuki perd le titre contre Daisuke Harada et après le match Yo-Hey se retourne contre RATEL'S pour rejoindre Suzuki et Ogawa et les trois se surnomment Stinger.
Le 4 janvier 2020, Yoshinari Ogawa bat Hayata pour remporter le GHC Junior Heavyweight Championship.
Lors de The Spirit 2020, Kotarō Suzuki bat Yoshinari Ogawa pour remporter pour la quatrième fois le GHC Junior Heavyweight Championship,. Par la suite, Suzuki demande à Ogawa de faire équipe avec lui afin de se battre pour les GHC Junior Heavyweight Tag Team Championship, ce que Ogawa accepte. Le 9 mai, durant le match pour les GHC Junior Heavyweight Tag Team Championship contre RATEL'S (HAYATA et Yo-Hey), HAYATA se retourne contre Yo-Hey, joignant Suzuki et Ogawa pour reformer Stinger,. Le lendemain, HAYATA et Yoshinari Ogawa battent RATEL'S (Tadasuke et Yo-Hey) pour remporter les vacants GHC Junior Heavyweight Tag Team Championship, ce qui signifie que Stinger détient les deux championnats Juniors Heavyweight de la Noah,. Lors de NOAH The Chronicle Vol. 3, HAYATA bat son ancien coéquipier de RATEL'S, Daisuke Harada pour remporter le IPW:UK Junior Heavyweight Championship et lors d'une interview dans les coulisses, il jette le titre dans une poubelle, provoquant la désactivation du titre. Le 11 octobre, HAYATA et Yoshinari Ogawa perdent les GHC Junior Heavyweight Tag Team Championship contre Momo no Seishun Tag (Atsushi Kotoge et Daisuke Harada).

### Arrivée de Seiki Yoshioka (2021)
Le 2 mai 2021, Durant un match entre Stinger et Full Trottle, Seiki Yoshioka se retourne contre Hajime Ohara, quittant Full Trottle pour devenir le quatrième membre de Stinger. Le 31 mai, HAYATA et Ogawa perdent les GHC Junior Heavyweight Tag Team Championship contre Daisuke Harada et Hajime Ohara.
Lors de Cross Over 2021 In Hiroshima, Seiki Yoshioka et Yuya Susumu battent Daisuke Harada et Hajime Ohara et remportent les GHC Junior Heavyweight Tag Team Championship. Lors de Cross Over 2021 In Hiroshima, ils perdent les titres contre Atsushi Kotoge et Hajime Ohara.
Lors de Majestic 2022 - N Innovation, Yoshinari Ogawa et Chris Ridgeway battent Atsushi Kotoge et Yo-Hey et remportent les GHC Junior Heavyweight Tag Team Championship. Dans le main event, HAYATA remporte le GHC Junior Heavyweight Championship pour la quatrième fois en battant Eita. Le 4 mai, Ogawa et Ridgeway se font attaqué par Yuya Susumu et Seiki Yoshioka, qui les défient ensuite à un match pour les GHC Junior Heavyweight Tag Team Championship avec HAYATA se rangeant du côté de Susumu et Yoshioka.

### Rivalité avec Eita et nouvelle version de Stinger (2023–...)
Le 22 juin, Chris Ridgeway et Daga battent Good Looking Guys (Tadasuke et Yo-Hey) et remportent les GHC Junior Heavyweight Tag Team Championship.

## Palmarès
- Dragon Gate
  - 1 fois Open the Triangle Gate Championship - Yoshinari Ogawa, Seiki Yoshioka et Yuya Susumu

- International Pro Wrestling: United Kingdom
  - 2 fois IPW:UK Junior Heavyweight Championship - Atsushi Kotoge (1) et HAYATA (1)

- Pro Wrestling NOAH
  - 6 fois GHC Junior Heavyweight Championship - Kotarō Suzuki (2), Yoshinari Ogawa (1) et HAYATA (3, actuel)
  - 8 fois GHC Junior Heavyweight Tag Team Championship - Kotarō Suzuki et Yoshinari Ogawa (1), Atsushi Kotoge et Kotarō Suzuki (1), HAYATA et Yoshinari Ogawa (3), Seiki Yoshioka et Yuya Susumu (2), Yoshinari Ogawa et Chris Ridgeway (1) et Chris Ridgeway et Daga (1)
  - Global Junior Heavyweight Tag League (2019) avec Kotarō Suzuki et Yoshinari Ogawa
  - NOAH Jr. Rumble (2021) – HAYATA